# Liturgie konkret
Liturgie konkret ist eine Monatszeitschrift mit Praxishilfen für die Gestaltung katholischer Gottesdienste. Sie erscheint in Heftform sowie in einer umfangreicheren Digitalversion.
Das Basisangebot sind Einführungen, Liedvorschläge und Fürbitten für jede Sonn- und Werktagsmesse. Dazu kommen in der Digitalausgabe Predigtanregungen, Meditationstexte, Bildbetrachtungen, neue Lieder und Gestaltungsvorschläge für besondere Feiern im Jahreskreis.
Liturgie konkret und Liturgie konkret digital wurden bis Juni 2022 herausgegeben von Guido Fuchs. Seit Juli 2022 liegt die Redaktion in den Händen von Robert Paulus und Lioba Faust. An jeder Ausgabe sind zehn bis fünfzehn Autoren beteiligt. Die Zeitschrift (Printversion) wurde 1977 begründet und hat derzeit eine Auflage von 5600.